# Jürg Ritter
Jürg Ritter (* 28. Mai 1966) ist ein ehemaliger liechtensteinischer Fussballspieler.

## Karriere

### Verein
In seiner Jugend spielte Ritter für den USV Eschen-Mauren, bei dem er dann in den Herrenbereich befördert wurde. Nach einer langjährigen Station beim Hauptstadtklub FC Vaduz kehrte er zum USV zurück, für den er bis zu seinem Karriereende aktiv war.

### Nationalmannschaft
Ritter gab sein Länderspieldebüt in der liechtensteinischen Fussballnationalmannschaft am 12. März 1991 beim 0:6 gegen die Schweiz im Rahmen eines Freundschaftsspiels, als er in der 13. Minute für Roland Moser eingewechselt wurde. Bis 1995 war er insgesamt neun Mal für sein Heimatland im Einsatz.